# Christchurch (distrikt)
Christchurch var ett distrikt från 1974 till 2019 i Storbritannien. Det låg i grevskapet Dorset och riksdelen England, i den södra delen av landet, 140 km sydväst om huvudstaden London. Distriktet hade 47 752 invånare (2011).
År 2019 slogs den samman med enhetskommunerna Bournemouth och Poole och bildade enhetskommunen Bournemouth, Christchurch and Poole.

## Civil parishes
- Burton och Hurn.[5]